# St Martin’s School
Die St Martin’s School ist eine weiterführende Schule im Stadtteil Rosettenville im südafrikanischen Johannesburg. Ihre Vorgängerschule St Peter’s College wurde das „schwarze Eton“ genannt. Die Schule war organisatorisch mit dem St Peter’s Theological College verknüpft.

## Aufbau
St Martin’s School ist eine koedukative Internatsschule, die der anglikanischen Diözese Christ the King untersteht. Die Schule steht Schülern aller Glaubensrichtungen und Bevölkerungsgruppen offen. Bischof Peter John Lee ist Vorsteher des Governing Council. Schüler schließen die Schule mit dem matric ab.
Das Motto ist der vom Namenspatron der Schule, dem hl. Martin von Tours, überlieferte Ausspruch: Non recuso laborem – „Ich verweigere die Mühe nicht“.

## Geschichte
1903 wurde auf dem heutigen Schulgelände das St Peter’s Theological College errichtet, um anglikanische Geistliche auszubilden. 1908 wurde die St Agnes School gegründet, eine Schule für Hauswirtschaft. 1911 entstand das St Peter’s Priory and College mit einem Internat, in dem schwarze Schüler eine High-School-Ausbildung erlangen konnten. In den frühen 1930er Jahren war die Schule die erste in Transvaal, an der schwarze Schüler das matric ablegen konnten. Bald schon wurde St Peter’s College aufgrund der hohen Zahl erfolgreicher Schulabgänger als „schwarzes Eton“ bezeichnet. Ein Absolvent war Oliver Tambo, der später als Lehrer an die Schule zurückkehrte und schließlich 1967 Vorsitzender des African National Congress wurde und es bis 1991 blieb.
1949 übernahm der anglikanische Geistliche und Apartheidgegner Trevor Huddleston die Leitung der Schule und des Theological College. Unter anderem gründete er die Huddleston Jazz Band, aus der mehrere erfolgreiche Jazzmusiker hervorgingen. Zu den Absolventen des Theological College gehörte der spätere anglikanische Erzbischof und Friedensnobelpreisträger Desmond Tutu. 1953 verabschiedete die Nationalversammlung den Bantu Education Act, der eine minderwertige Bildung für schwarze Schüler vorprägte. Gleichzeitig wurden die Kirchen, die die Mehrzahl der Schulen für Schwarze betrieben, auf diesem Tätigkeitsfeld entmachtet. Während nach anfänglichen Protesten die meisten Missionsschulen ihren Betrieb unter den verschlechterten Bedingungen fortsetzten, ließ Huddleston in Abstimmung mit Bischof Ambrose Reeves die Schule 1956 und weitere Bildungseinrichtungen schließen.
Im Januar 1958 wurde sie als St Martin’s School neuer Leitung als Schule für Weiße wiedereröffnet. Das St Peter’s Theological College bestand bis 1963, musste aber aufgrund des Group Areas Act seinen Sitz verlagern, da Rosettenville als Wohnviertel für Weiße galt. Zusammen mit anderen Ausbildungsseminaren für Geistliche wurde das College im Federal Theological Seminary of Southern Africa in Alice neugegründet.

## Umgebung
Die Schule liegt am Ostrand von Rosettenville. Unmittelbar südlich befindet sich das South Rand Hospital.

## Bekannte ehemalige Schüler des St Peter’s College
- Oliver Tambo (1917–1993), Politiker, Rechtsanwalt und Lehrer
- Ezekiel „Es’kia“ Mphahlele (1919–2008), Schriftsteller und Literaturwissenschaftler
- Peter Abrahams (1919–2017), Schriftsteller
- Thamsanqa Wilkinson Kambule (1921–2009), Mathematiker und Mathematiklehrer
- Duma Nokwe (1927–1978), Politiker
- Vincent Joseph Gaobakwe Matthews (1929–2010), Politiker
- Arthur Maimane (1932–2005), Schriftsteller und Journalist
- Zakes Mokae (1934–2009), Schauspieler
- Fikile Bam (1937–2011), Jurist, Dozent und Unternehmer
- Obed Musi (1938–2010), Journalist
- Hugh Masekela (1939–2018), Jazzmusiker
- Jonas Gwangwa (1937–2021), Musiker